# Profile (Duke Pearson)
Profile è il primo album del pianista jazz Duke Pearson, pubblicato dalla Blue Note Records nel marzo del 1960. Il disco fu registrato il 25 ottobre 1959 al Van Gelder Studio di Englewood Cliffs, New Jersey (Stati Uniti).

## Tracce
Lato A
1. Like Someone in Love – 5:30 (Johnny Burke, James Van Heusen)
2. Black Coffee – 4:32 (Paul Francis Webster, Sonny Burke)
3. Taboo – 4:57 (Margarita Lecuona, Bob Russell)
4. I'm Glad There Is You – 4:52 (Paul Madeira, Jimmy Dorsey)

Lato B
1. Gate City Blues – 5:09 (Duke pearson)
2. Two Mile Run – 5:54 (Duke Pearson)
3. Witchcraft – 5:42 (Cy Coleman, Carolyn Leigh)

## Musicisti
- Duke Pearson - pianoforte
- Gene Taylor - contrabbasso
- Lex Humphries - batteria[4]